# Fuentes de Valdepero
Fuentes de Valdepero é um município da Espanha na província de Palência, comunidade autónoma de Castela e Leão, de área 42,93 km² com população de 232 habitantes (2007) e densidade populacional de 5,41 hab/km².

## Demografia
| Variação demográfica do município entre 1991 e 2004 | Variação demográfica do município entre 1991 e 2004 | Variação demográfica do município entre 1991 e 2004 | Variação demográfica do município entre 1991 e 2004 |
| --------------------------------------------------- | --------------------------------------------------- | --------------------------------------------------- | --------------------------------------------------- |
| 1991                                                | 1996                                                | 2001                                                | 2004                                                |
| 247                                                 | 251                                                 | 234                                                 | 232                                                 |